# Nat Johnson
Nathan Victor "Nat" Johnson (1887 - 5 tháng 11 năm 1963) là một cầu thủ bóng đá chuyên nghiệp người Anh thi đấu ở vị trí tiền đạo.